# أكاري فوجينامي
أكاري فوجينامي (اليابانية: 藤波朱理; (مواليد 11 نوفمبر 2003) هي لاعبة مصارعة يابانية أولمبية. شقيقها الأكبر هو الحائز على الميدالية البرونزية في بطولة العالم للمصارعة 2017 يو هي فوجينامي. فازت بالميدالية الذهبية في وزن 53 كجم للسيدات في دورة الألعاب الأولمبية الصيفية 2024.

## نشأتها
ولدت فوجينامي أكاري في 11 نوفمبر 2003 في يوكايتشي، محافظة ميه. تأثرت بوالدها، شونيتشي، الذي كان مرشحًا لدورة الألعاب الأولمبية الصيفية 1988 في سيول، كوريا الجنوبية عام 1988، وشقيقها الأكبر، يوهي، بدأت المصارعة في سن الرابعة. كطالبة في السنة الأولى في مدرسة يوكايتشي البلدية نيشياساكي الإعدادية، فازت بفئة 40 كجم في كأس الملكة جونيور لطلاب المدارس الإعدادية. كطالبة في السنة الثانية، احتلت المركز الثاني في فئة 44 كجم في بطولة المدارس الإعدادية الوطنية، وخسرت أمام كاي إيتو، الذي كان أكبر منها بعام. في عامها الثالث، فازت ببطولة آسيا للناشئين وبطولة آسيا تحت 15 عامًا، بالإضافة إلى بطولة العالم للناشئين.

## مسيرتها الرياضية
فازت في 130 مباراة وطنية ودولية متتالية منذ خسارتها في بطولة المصارعة الوطنية للمدارس الإعدادية في عام 2017. فازت فوجينامي بالميدالية الذهبية في حدث وزن 53 كجم للسيدات في بطولة العالم للمصارعة 2021 التي أقيمت في أوسلو، النرويج. كما فازت بالميدالية الذهبية في منافساتها في بطولة آسيا للمصارعة 2022 التي أقيمت في أولان باتور، منغوليا.
فازت فوجينامي بالميدالية الذهبية في منافسات وزن 55 كجم للسيدات في بطولة دان كولوف ونيكولا بيتروف 2023 التي أقيمت في صوفيا، بلغاريا.كما فازت بالميدالية الذهبية في مسابقة وزن 53 كجم للسيدات في دورة الألعاب الآسيوية 2022 التي أقيمت في هانغتشو، الصين. هزمت بانج تشيان يو من الصين في مباراة الميدالية الذهبية.
في عام 2024، فازت فوجينامي بالميدالية الذهبية في سيدات 53 كجم في الألعاب الأولمبية الصيفية 2024 في باريس، فرنسا. في المباراة النهائية تمكنت من التغلب على اللاعبة لوسيا يبيز من الإكوادور في مباراة الميدالية الذهبية.